# Крамаренко Олег Станіславович
Олег Станіславович Крамаренко (нар. 27 серпня 1994, Миколаїв, Україна) — український футболіст, захисник ФК «Васт».

## Життєпис
Вихованець СДЮШОР «Миколаїв» і СДЮШОР «Торпедо». Ставав найкращим нападаючим дитячих турнірів.
Після завершення навчання, виступав за дорослу команду «Торпедо» в аматорському чемпіонаті України і в обласних турнірах. У дебютному матчі відзначився 2-ма голами в воротах «Степового».
У липні 2012 року, разом з ще двома «торпедівцями» Севодняевим та Ярчуком, був запрошений в сімферопольську «Таврію». У сезоні 2012/13 років провів 18 матчів в юнацькому і 20 — в молодіжному складі сімферопольців. В останньому турі наступного сезону дебютував в основному складі в Прем'єр-лізі. У дебютному матчі, 16 травня 2014 проти «Іллічівця» (0:3), Олег діяв на позиції захисника, провівши на полі всі 90 хвилин матчу.